# 祈祷书
祈祷书是一本在私人或公共场合下使用的宗教书籍，一般包含祷告文以及少许灵修文本，或在某些情况下，用于概述和规范宗教活动中的禮拜儀式。主要包含宗教仪式顺序或相关内容的书籍被称为“服务书”或“禮拜儀式书”，因此这些书严格意义上来说并非祈祷书，但“祈祷书”一词在使用上非常宽泛，故而宗教经文也可能被视为祈祷书。

## 犹太教
在犹太教中，《西都爾》是一本“包含了每日三次祈祷；还有安息日、犹太历九月和节日祈祷”的祈祷书。